# Ухорь
Ухорь — населённый пункт, входящий в состав Незнановского сельского поселения Кораблинского района Рязанской области.

## Географическое положение
Ухорь находится в северной части Кораблинского района, в 10 км к северо-западу от райцентра.
Ближайшие населённые пункты:

— деревня Лоша в 2,7 км к северу по грунтовой дороге;

— деревня Ухорские Выселки в 2 км к востоку по грунтовой дороге;

## Население
| 1859 | 1906 | 2010 |
| ---- | ---- | ---- |
| 282  | ↘273 | ↘44  |

## Название
Очевидна связь наименования села Ухорь и названия речки Ухорки. 
Но есть еще одно обстоятельство. Село Ухорь возникло в смежном с берегом реки Проня районе. Недалеко от села берега Прони высокие и крутые. Возможно, первоначально селение называлось Угори (Угорское). На угоре – на «крутом высоком берегу реки». В разговорной практике буква г постепенно трансформировалась в букву х.

## История
В платежных книгах Каменского стана 1594–1597 годов упоминается сельцо Ухорь. 
По приправочным книгам Каменского стана 1596–1598 годов, рядом с сельцом показан погост с церковью «Собор Святые Богородицы, да другая церковь Николы Чудотворца, древена клетцки». 
В писцовых книгах Каменского стана 1628–1629 годов говорится уже о селе Ухорь на речке Ухори.

## Хозяйство
Севернее находятся фруктовые сады бывшего плодоовощного совхоза «Красное». Примерная площадь садов — 340 га.
В советское время в селе действовал комплекс складов бывшего плодоовощного совхоза «Красное».

## Инфраструктура
Нет объектов инфраструктуры.
Дорожная сеть
В 2015 году к селу была проложена асфальтированная автодорога.
Транспорт
Связь с райцентром осуществляется железнодорожным транспортом.
Юго-западней села действует ж/д станция «Биркино».
Связь
В Быково действует сельское отделение почтовой связи. Индекс 391210.